# Monty Woolley
Monty Woolley (Nova York, 17 d'agost de 1888 - Albany, Nova York, 6 de maig de 1963) va ser un actor estatunidenc de ràdio, teatre, cinema i televisió. Als 50 anys va aconseguir la fama pel seu paper a l'obra teatral The Man Who Came to Dinner així com en la seva posterior adaptació cinematogràfica el 1942. La seva característica més personal era la seva barba blanca.

## Biografia
El seu nom era Edgar Montillion Woolley, i va néixer a la ciutat de Nova York al si d'una família adinerada (el seu pare era propietari de l'Hotel Bristol), per la qual cosa es va criar formant part dels més alts cercles socials. Woolley es va graduar per la Universitat Yale, on Cole Porter va ser company d'estudis i íntim amic, i la mestria per la mateixa universitat i per la Universitat Harvard. Finalment va ser professor ajudant d'anglès i d'estudis dramàtics de la Universitat Yale, tenint entre els seus estudiants a Thornton Wilder i Stephen Vincent Benet.
Amb l'inici de la Primera Guerra Mundial Woolley va servir en l'Exèrcit dels Estats Units amb el grau de tinent, sent assignat a l'Estat Major a París.
Woolley va començar a dirigir teatre en el circuit de Broadway el 1929, i es va iniciar com a actor el 1936, després de deixar la seva vida acadèmica. El 1939 va actuar en la comèdia de George S. Kaufman i Moss Hart The Man Who Came to Dinner fent un total de 783 representacions. Va ser per aquest paper, ben rebut per la crítica, que se li va encasellar en papers de personatges de llengua afilada, sofisticats i arrogants.
Igual que Clifton Webb, Woolley va firmar un contracte amb la 20th Century Fox en la dècada de 1940 i va actuar a nombrosos films fins a mitjans de la de 1950. El seu paper cinematogràfic de més fama va ser el primer que va interpretar a Broadway, en la versió filmada el 1942 de The Man Who Came to Dinner, una caricatura del llegendari crític teatral Alexander Woollcott. La pel·lícula va rebre bones crítiques per part del The New York Times. El 1946 Woolley es va interpretar a si mateix en la biografia de Cole Porter que Warner Bros. va rodar el 1946, Nit i dia.
El 1950 Woolley va aconseguir el paper protagonista de la sèrie de la NBC The Magnificent Montague. El seu paper era el d'un antic actor shakespearià que es veu forçat a empassar-se el seu orgull i treballar en una emissora de ràdio, arribant a convertir-se en una improbable estrella alhora que ha de batallar amb la seva esposa, Lily (Anne Seymour), i amb la bromista serventa Agnes (Pert Kelton). El xou es va emetre entre novembre de 1950 i setembre de 1951.
Al principi Woolley actuava en televisió fent cameos, fins que finalment va tenir la seva pròpia sèrie dramàtica, On Stage with Monty Woolley.  També va actuar el 1954 en una adaptació televisiva dirigida per la CBS de l'obra The Man Who Came to Dinner, que va ser fustigada per alguns crítics, a més de treballar en altres drames televisats dins de la sèrie Best of Broadway.
Després de finalitzar el seu últim film, Kismet (1955), Woolley va tornar a la ràdio, medi en el qual va treballar al voltant d'un any, després de la qual cosa es va veure forçat a retirar-se a conseqüència de la seva mala salut.
Woolley va ser nominat en dues ocasions a un Premi Oscar, una a l'Oscar al millor actor el 1943 per The Pied Piper, i una altra en l'Oscar al millor actor secundari el 1945 per Since You Went Away. El 1942 va guanyar el Premi al Millor Actor concedit pel National Board of Review pel seu paper a The Pied Piper.
A Woolley se li va concedir una estrella en el Passeig de la Fama de Hollywood, oficialment pel seu treball al cinema,'
Monty Woolley, afectuosament conegut com "La Barba," va morir a causa de malalties renals i cardíaques el 6 de maig de 1963 a Albany, Nova York, als 74 anys. Va ser enterrat al Cementiri Greenridge de Saratoga Springs (Nova York).

## Filmografia
- 1936: Ladies in Love: Home en un club
- 1937: Live, Love and Learn, de George Fitzmaurice: M.. Bawltitude
- 1937: Nothing Sacred: Dr. Oswald Vunch - de Praga
- 1938: Everybody Sing: John 'Jack' Fleming
- 1938: Arsène Lupin Returns: Georges Bouchet
- 1938: The Girl of the Golden West: El governador
- 1938: The Forgotten Step: El coleccionista d'art
- 1938: Three Comrades: Dr. Jaffe
- 1938: Lord Jeff: Jeweler
- 1938: Vacation from Love: Convidat del casament
- 1938: Young Dr. Kildare: Dr. Lane-Porteus
- 1938: Artists and Models Abroad: Gantvoort
- 1939: Zaza: Fouget
- 1939: Midnight (Midnight): El jutge
- 1939: Never Say Die: Dr. Schmidt
- 1939: Man about Town: Henri Dubois
- 1939: Honeymoon in Bali: Parker
- 1939: Dancing Co-Ed: Professor Lange
- 1939: See Your Doctor: Doctor
- 1942: L'home que va venir a sopar (The Man Who Came to Dinner): Sheridan Whiteside
- 1942: The Pied Piper: John Sidney Howard
- 1942: Life Begins at Eight-Thirty: Madden Thomas
- 1943: Holy Matrimony: Priam Farrell
- 1944: Since You Went Away: Coronel William G. Smollett
- 1944: Irish Eyes Are Smiling: Edgar Brawley
- 1945: Molly and Me: John Graham
- 1946: Nit i dia (Night and Day) de Michael Curtiz
- 1947: The Bishop's Wife: Prof. Wutheridge
- 1948: Miss Tatlock's Milions: Miles Tatlock
- 1951: As Young as You Feel: John R. Hodges
- 1955: Kismet: Omar

## Premis i nominacions

### Nominacions
- 1943: Oscar al millor actor per The Pied Piper
- 1945: Oscar al millor actor per Since You Went Away